# Michałów (Kozienice)
Pour les articles homonymes, voir Michałów.
Michałów (prononciation : [miˈxawuf]) est un village polonais de la gmina de Głowaczów dans le powiat de Kozienice de la voïvodie de Mazovie dans le centre-est de la Pologne.

## Histoire
De 1975 à 1998, le village appartenait administrativement à la voïvodie de Radom.